# Trilasmis eburneum
Trilasmis eburneum är en kräftdjursart som beskrevs av Hinds 1883. Trilasmis eburneum ingår i släktet Trilasmis och familjen Poecilasmatidae. Inga underarter finns listade i Catalogue of Life.